# Corrhenes mastersi
Corrhenes mastersi är en skalbaggsart som beskrevs av Blackburn 1897. Corrhenes mastersi ingår i släktet Corrhenes och familjen långhorningar. Inga underarter finns listade i Catalogue of Life.